# 국제선센터
국제선센터(國際禪센터)는 대한불교조계종의 직영사찰이다.  간화선 수행, 템플스테이, 선문화 강좌, 사찰음식 전수 등 한국 전통 불교정신과 문화를 세계에 알리는 것을 주 목적으로 2010년 11월에 개원했다.

## 개요
국제선센터는 대한불교조계종의 직영사찰로 2010년 11월에 개원했다. 양천구 목동에 있으며, 간화선 수행, 템플스테이 체험, 선문화 강좌 개설, 사찰음식 전수 등 한국의 전통문화를 체험하는 각종 프로그램을 개설하고 있다.

## 체험 및 시설
- 템플스테이 프로그램을 운영 중이다.[1]

## 사진

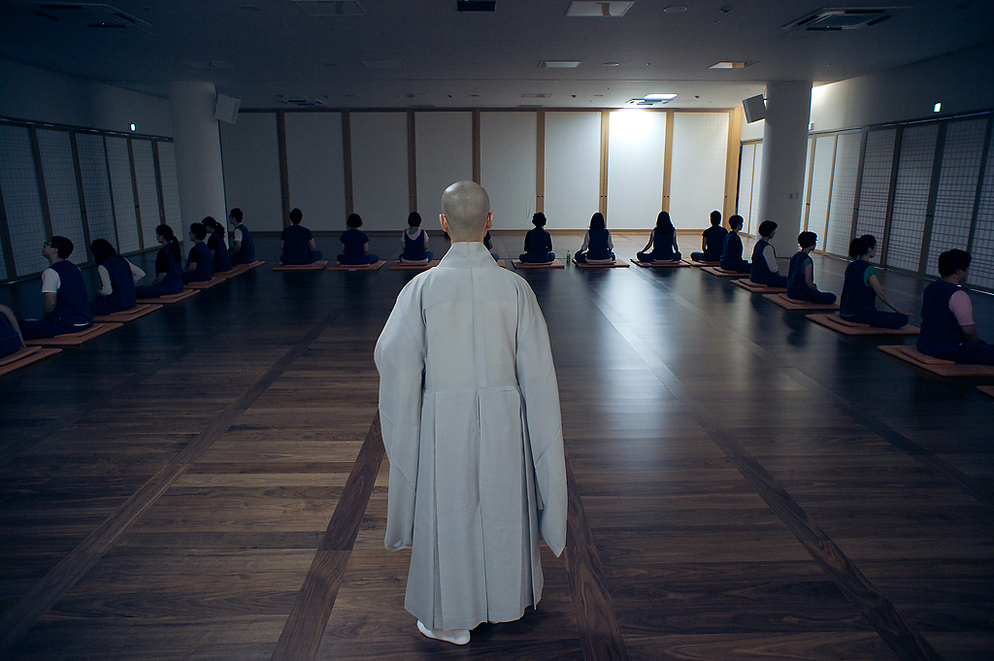
템플스테이 프로그램
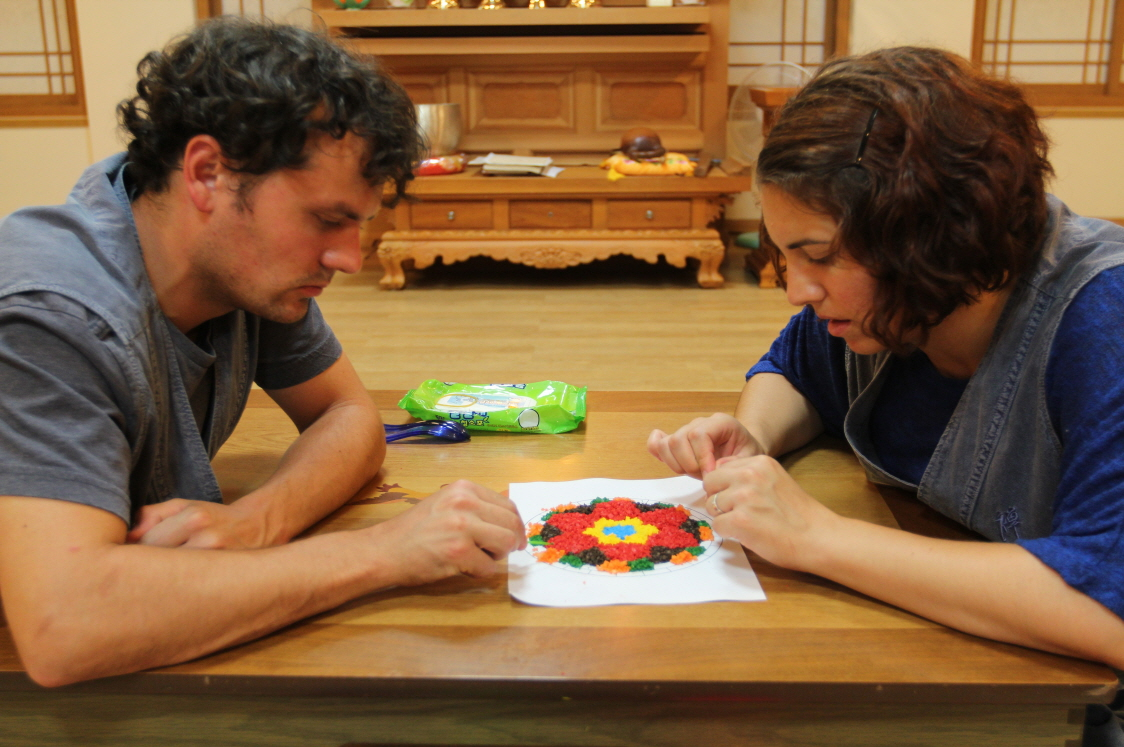
프로그램 참가 외국인